# 험조장
험조장(일본어: けんちょうじょう, 験潮場)는 일본에서 해안의 조수 크기를 측정하는 곳을 의미한다. 일본 측량법 시행규칙(쇼와 24년 건설성령 제16호)에 규정된 바에 따라 기둥과 같은 구조물에 해수면 높이 등을 눈금으로 칠해 둔 검조의가 이에 포함된다. 일본의 영구 표지 중 하나이다.
일본 내에서는 설치 기관에 따라 부르는 명칭이 조금씩 다르다.
- 험조장(験潮場) : 일본 국토지리원의 명칭
- 험조소(験潮所) : 일본 해상보안청의 명칭
- 검조소(検潮所) : 일본 기상청의 명칭

## 같이 보기
- 양수표
- 일본수준원점